# Pallone di Cristallo
Pallone di Cristallo (pol. Kryształowa Piłka) − doroczna nagroda przyznawana przez Federazione Sammarinese Giuoco Calcio najlepszemu zawodnikowi w sanmaryńskiej piłce nożnej.

## Format
Nagrodę podczas dorocznej imprezy sportowo-kulturalnej Calcio Estate przyznaje jury, złożone z dziennikarzy, działaczy i osób związanych ze środowiskiem piłkarskim w San Marino. Patronat sportowy i organizacyjny nad wydarzeniem sprawuje Federazione Sammarinese Giuoco Calcio, patronat medialny pełni San Marino RTV. Do 2014 roku kapitule przewodniczył włoski dziennikarz sportowy Giorgio Betti. Od edycji 2015 opiekę i zarządzanie nad wydarzeniem przejął dziennikarz San Marino RTV Elia Gorini.

## Historia
Wyróżnienie Pallone di Cristallo wręczono po raz pierwszy w 1998 roku. Otrzymał ją pomocnik klubu SS Folgore/Falciano Simone Bianchi. Nagrodą uhonorowani zostać mogą również obcokrajowcy, z których do tej pory otrzymali ją Włosi: Massimo Agostini, Nicola Gai, Simone Montanari i Francesco Perrotta. Federico Gasperoni jako jedyny zdobył wyróżnienie będąc zawodnikiem klubu zagranicznego − Urbino Calcio (Serie D, Włochy). W 2020 roku, ze względu na wybuch pandemii COVID-19, zrezygnowano z wręczenia nagrody.

## Laureaci
| Rok  | Zawodnik                                         | Klub                                             |
| ---- | ------------------------------------------------ | ------------------------------------------------ |
| 1998 | Simone Bianchi                                   | SS Folgore/Falciano                              |
| 1999 | Enea Zucchi                                      | FC Domagnano                                     |
| 2000 | Evert Zavoli                                     | SS Virtus                                        |
| 2001 | Alessandro Giaquinto                             | SP Tre Penne                                     |
| 2002 | Nicola Bacciocchi                                | FC Domagnano                                     |
| 2003 | Giacomo Fambri                                   | FC Domagnano                                     |
| 2004 | Federico Gasperoni                               | Urbino Calcio                                    |
| 2005 | Marco Casadei                                    | FC Domagnano                                     |
| 2006 | Damiano Vannucci                                 | AC Libertas                                      |
| 2007 | Massimo Agostini                                 | SS Murata                                        |
| 2008 | Nicola Chiaruzzi                                 | SP La Fiorita                                    |
| 2009 | Simone Montanari                                 | AC Juvenes/Dogana                                |
| 2010 | Mirko Palazzi                                    | SP Tre Penne                                     |
| 2011 | Paolo Montagna                                   | SS Cosmos                                        |
| 2012 | Enrico Cibelli                                   | SP Tre Penne                                     |
| 2013 | Aldo Simoncini                                   | AC Libertas                                      |
| 2014 | Francesco Perrotta                               | SS Folgore/Falciano                              |
| 2015 | Adolfo Hirsch                                    | SS Folgore/Falciano                              |
| 2016 | Nicola Gai                                       | SP Tre Penne                                     |
| 2017 | Danilo Rinaldi                                   | SP La Fiorita                                    |
| 2018 | Nicolò Angelini                                  | FC Domagnano                                     |
| 2019 | Luca Ceccaroli                                   | SP Tre Penne                                     |
| 2020 | Nie przyznano z powodu wybuchu pandemii COVID-19 | Nie przyznano z powodu wybuchu pandemii COVID-19 |